# Liste des édifices labellisés « Patrimoine du XXe siècle » de la Corrèze

Cet article recense les monuments historiques protégé au titre du Patrimoine du XXe siècle du département de la Corrèze, en France,.
Depuis 2016, le label n'existe plus, remplacé par la reconnaissance « Architecture contemporaine remarquable ».

## Statistiques
Au 31 décembre 2014, la Corrèze compte 25 immeubles protégés du patrimoine du XXe siècle.

## Liste
| Monument                                   | Commune            | Adresse                      | Coordonnées                      | Notice         | Date | Illustration                                                   |
| ------------------------------------------ | ------------------ | ---------------------------- | -------------------------------- | -------------- | ---- | -------------------------------------------------------------- |
| Domaine du Doux                            | Altillac           |                              | à géolocaliser                   |                | 2010 | Image manquante Téléverser                                     |
| Église des Chapelies                       | Brive-la-Gaillarde |                              | à géolocaliser                   |                |      | Image manquante Téléverser                                     |
| Cinéma Rex de Brive-la-Gaillarde           | Brive-la-Gaillarde | 3 boulevard Général-Koenig   | 45° 09′ 28″ nord, 1° 31′ 47″ est | « PA19000018 » | 2005 | Cinéma Rex de Brive-la-Gaillarde                               |
| Cité des Roses                             | Brive-la-Gaillarde |                              | à géolocaliser                   |                |      | Image manquante Téléverser                                     |
| Piscine Gaëtan Devaud                      | Brive-la-Gaillarde |                              | à géolocaliser                   |                |      | Image manquante Téléverser                                     |
| Quartier Champanatier                      | Brive-la-Gaillarde |                              | à géolocaliser                   |                |      | Image manquante Téléverser                                     |
| Quartier de l'Hôpital                      | Brive-la-Gaillarde |                              | à géolocaliser                   |                |      | Image manquante Téléverser                                     |
| Quartier des Jacobins                      | Brive-la-Gaillarde |                              | à géolocaliser                   |                |      | Image manquante Téléverser                                     |
| Stade Gaëtan Devaud                        | Brive-la-Gaillarde | Rue Léonce Bourliaguet       | à géolocaliser                   |                | 2010 | Image manquante Téléverser                                     |
| Villa Cahuet                               | Brive-la-Gaillarde | 4, rue Albéric Cahuet        | à géolocaliser                   |                | 2002 | Image manquante Téléverser                                     |
| Villa Palissy                              | Brive-la-Gaillarde | 1, rue Bernard Palissy       | à géolocaliser                   |                | 2002 | Image manquante Téléverser                                     |
| Domaine du Lac et Village du Gril          | Égletons           |                              | à géolocaliser                   |                | 2010 | Image manquante Téléverser                                     |
| École nationale professionnelle d'Égletons | Égletons           |                              | à géolocaliser                   |                | 2010 | Image manquante Téléverser                                     |
| Place Henri Chapoulie                      | Égletons           |                              | à géolocaliser                   |                |      | Image manquante Téléverser                                     |
| Stade municipal d'Égletons                 | Égletons           |                              | à géolocaliser                   |                |      | Image manquante Téléverser                                     |
| Viaduc des Rochers Noirs                   | Lapleau            |                              | 45° 16′ 06″ nord, 2° 10′ 56″ est | « PA00135399 » | 2000 | Viaduc des Rochers Noirs                                       |
| Église Sainte-Catherine-d'Alexandrie       | Masseret           |                              | 45° 32′ 25″ nord, 1° 31′ 12″ est | « PA00099799 » |      | Église Sainte-Catherine-d'AlexandrieClocher-mur du XXe siècle. |
| Statuaire Proszynski                       | Neuvic             |                              | à géolocaliser                   |                |      | Image manquante Téléverser                                     |
| Barrage de l'Aigle                         | Soursac            |                              | à géolocaliser                   |                |      | Barrage de l'Aigle                                             |
| Bains-douches du pont de la Barrière       | Tulle              | Pont de la Barrière          | à géolocaliser                   |                | 2009 | Image manquante Téléverser                                     |
| Bains-douches de Souilhac                  | Tulle              | Place Albert Faucher         | à géolocaliser                   |                | 2009 | Image manquante Téléverser                                     |
| Cité administrative de Tulle               | Tulle              | Place Martial Brigouleix     | à géolocaliser                   |                | 2010 | Cité administrative de Tulle                                   |
| Collège Clemenceau de Tulle                | Tulle              | Boulevard Georges Clemenceau | à géolocaliser                   |                |      | Image manquante Téléverser                                     |
| Théâtre municipal L'Eden                   | Tulle              | Quai de la République        | 45° 16′ 01″ nord, 1° 46′ 15″ est | « PA00099927 » |      | Théâtre municipal L'Eden                                       |
| Chapelle du Saillant                       | Voutezac           |                              | à géolocaliser                   | « PA00099959 » |      | Chapelle du Saillant                                           |